# 刚果人
刚果人（刚果语：Bakôngo），是非洲班图人的一个分支，分布在自非洲西部大西洋沿岸的黑角到安哥拉罗安达的广阔区域，多使用刚果语、林加拉语、葡萄牙语和法语。历史上，刚果人于公元前500年，在刚果河流域发家，曾兴建了刚果王国，拥有极具非洲传统特色的刚果文化。但由于长期受欧洲人殖民，其文化、语言等受欧洲影响较大。20世纪晚期，共有10,220,000人。